# Blanchet Locatop
 (décembre 2007).
Si vous disposez d'ouvrages ou d'articles de référence ou si vous connaissez des sites web de qualité traitant du thème abordé ici, merci de compléter l'article en donnant les références utiles à sa vérifiabilité et en les liant à la section « Notes et références ».
Blanchet Locatop est une ancienne entreprise de distribution informatique et qui fut le premier distributeur Hewlett-Packard en France.
Fondée[Où ?] par Pierre Blanchet, l'entreprise a été vendue par sa fille à sa mort en février 1989.

## Histoire
En 1990, Blanchet Locatop est racheté par Action Informatique, société toulousaine créée en 1984 par Daniel Thébault et Didier Vandanjon.

## Sport automobile

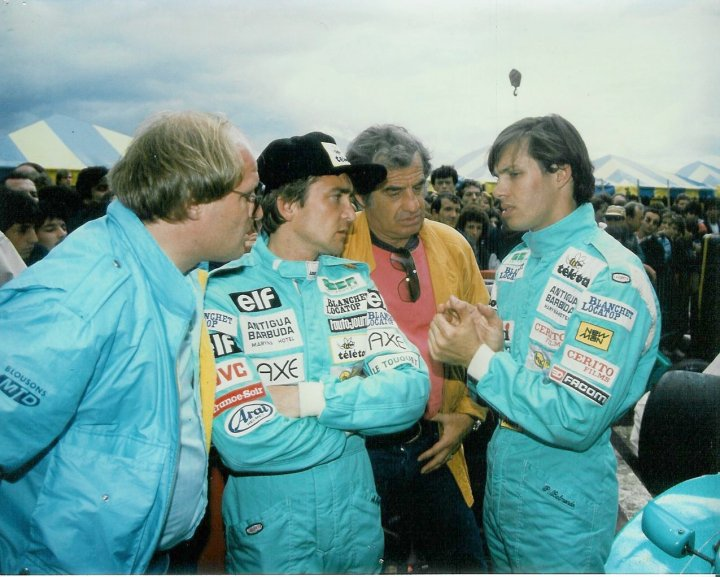
Michel Trollé et Paul Belmondo en 1987.

Selon un article paru dans le magazine Auto-Hebdo à la fin des années 1990, le Groupe Blanchet Locatop dirigé par Pierre Blanchet a été l'un des sponsors français les plus actifs dans les années 1980. À l'origine de l'implication de la firme dans le sponsoring, Gilles Gaignault, un journaliste sportif, créateur de l'écurie automobile GDBA Motorsports et gendre du PDG de la firme informatique.
Basée dans les beaux quartiers de Paris, cette entreprise spécialisée dans la distribution et la location d'ordinateurs HP Hewlett Packard aux grandes entreprises comme ELF Aquitaine ou Total, a en effet été le partenaire de grandes écuries tricolores, et ce dans plusieurs disciplines majeures. 
De la Formule 2 à la Formule 1 en passant par la Formule 3000 et les grandes compétitions d'endurance comme les 24 Heures du Mans sans oublier le Rallye Paris-Dakar, Blanchet Locatop a été présent au haut niveau de la compétition.
Partenaire de Ligier et de Tyrrell en F1, d'AGS en F2 et en F3000, de Rondeau, Porsche et Courage au Mans, la firme  a aussi aidé beaucoup de jeunes espoirs français comme Philippe Streiff, Michel Trollé, Paul Belmondo, Jean-Philippe Grand, Alain Ferte ou encore Olivier Grouillard.
La société Blanchet Locatop a aussi été le principal soutien de l'équipe de Formule 3000 GDBA Motorsports. Elle a également créé sa propre équipe d'endurance, discipline où elle aligna une Rondeau M379 restée célèbre car peinte en rose lors des 24 Heures du Mans 1985. L'entreprise a aussi sponsorisé la Cougar C01B Primagaz en 1983 ou la Porsche 956 du Brun Motorsport en 1986.